# Rejon nowoarchanhelski
Rejon nowoarchanhelski – dawna jednostka administracyjna wchodząca w skład obwodu kirowohradzkiego Ukrainy.
Rejon utworzony w 1923, miał powierzchnię 1206 km² i liczył 23 611 mieszkańców. Siedzibą władz rejonu był Nowoarchanhelśk.
Na terenie rejonu znajdowały się jedna rada osiedlowa i 20 rad wiejskich, obejmujących w sumie 56 wsi.

## Miejscowości rejonu
- (Борщова)
- (Ганнівка)
- (Червінка)
- (Диковичеве)
- (Голубенка)
- (Іванівка)
- (Ятрань)
- (Кагарлик)
- (Калинівка)
- (Кальниболота)
- (Кам'янече)
- (Кіндратівка)
- (Комишеве)
- (Копенкувате)
- (Кринички)
- (Левківка)
- (Лозуватка)
- (Мартинівка)
- (Мар'янівка)
- (Надлак)
- (Небелівка)
- (Нерубайка)
- (Низове)
- Nowoarchanhelśk (Новоархангельськ)
- (Новопетрівка)
- (Орлове)
- (Підвисоке)
- (Покотилове)
- (Покровка)
- (Приют)
- (Розсохуватець)
- (Сабове)
- (Свердликове)
- (Синюха)
- (Скалева)
- (Скалівські Хутори)
- (Солдатське)
- (Станіславівка)
- (Шевченка)
- (Шляхове)
- (Тарасівка)
- (Тернівка)
- (Тимофіївка)
- Targowica (Торговиця)
- (Урожайне)
- (Вербівка)
- (Вільшанка)
- (Володимирівка)
- (Вукитичеве)
- (Зрубанці)
- (Жеванівка)
- (Журавка)